# Skælrod (art)
Skælrod (Lathraea squamaria) er en 10-20 cm høj urt, der vokser på fugtig muldrig bund i løvskove og krat. Det er en snylteplante, der mangler det grønne klorofyl, som ellers er normalt for planter.

## Beskrivelse
Skælrod er en ejendommelig, flerårig snylteplante. Den overjordiske del af planten består af en opret, kraftig og hårløs stængel, som bærer skælformede og helrandede blade. Både blade og stængel mangler klorofyl, og de er blege med et let, lyserødt skær. Blomstringen sker i april-maj. Blomsterne sidder i bladhjørnerne hele vejen op ad stænglen. De er 4-tallige og uregelmæssige med lyserød læbeblomstkrone og udragende, hvide støvdragere og støvfang. Frugterne er 4-delte med nødagtige spaltefrugter.
Rodnettet består af den tykke jordstængel, som bærer skælformede blade, og de trævlede rødder.
Højde x bredde og årlig tilvækst: 0,20 x 0,07 m (20 x 7 cm/år), heri ikke medregnet skud fra jordstænglen.

## Snylteplante
Planten snylter på rødderne af specielt Hassel, men også på Elm, Kristtorn, Abild, Bøg, El, Vedbend, Poppel, og måske flere træarter. Man har kunnet måle, at arten – trods sin snylten – ikke har betydning for udbyttet af hasselnødder.

## Habitat
Den findes i gamle, skyggefulde løvskove, på fugtig, næringsrig muldbund under hassel eller under de andre værtsarter. Da planten er en helsnylter, vil den altid forekomme sammen med de nævnte værtsplanter.

## Udbredelse
Arten er udbredt i Central- og Vestasien samt i Europa, hvor den i det østlige Danmark forekommer hist og her.
| Portal | Portal:Botanik |